# John Pojeta
John Pojeta Jr. (* 9. September 1935 in New York City; † 6. Juli 2017 in Rockville) war ein US-amerikanischer Geologe und Paläontologe.
Pojeta studierte an der Capital University in Bexley (Ohio) mit dem Bachelor-Abschluss in Biologie und Chemie 1957, an der University of Cincinnati mit dem Master-Abschluss 1960 und der Promotion in Paläontologie und Zoologie 1963. Danach war er beim US Geological Survey als Stratigraph und Paläontologe. Zeitweise leitete er die Abteilung Paläontologie und Stratigraphie des USGS. Daneben lehrte er an der George Washington University. Er war Adjunct Scientist am National Museum of Natural History (Smithsonian).
Er befasste sich vor allem mit paläozoischen Muscheln (Pelecypoden) und Phylogenie der Muscheln, aber auch Paläoökologie und Biostratigraphie. 1972 erstbeschrieb er mit Kollegen die ausgestorbene Molluskenklasse der Schnabelschaler (Rostroconchia).
1990 war er Präsident der Paleontological Society. Die Paleontological Society vergibt ihm zu Ehren den Pojeta Award. Da er in der Antarktis forschte (1979/80), ist der Pojeta Peak nach ihm benannt. Er war Mitglied der American Association for the Advancement of Science.
Er war mit Mary Louise Pojeta verheiratet und hatte zwei Kinder.